# 迪克西 (加利福尼亞州)
迪克西（英語：Dixie）是位於美國加利福尼亞州拉森縣的一個非建制地區。該地的面積和人口皆未知。

## 地理
迪克西的座標為40°56′39″N 121°10′19″W / 40.94417°N 121.17194°W，而該地的平均海拔高度為1382米（即4534英尺）。